# Technicien de rivière
Le technicien de rivière est la personne qui relie les acteurs concernés (élus, administration, pêcheurs, riverains, ...) autour de la gestion de cours d'eau. Il participe à la mise en place, sur le secteur cohérent dont il a la charge, de la politique de l'eau décrite dans le SDAGE.

## Rôle et missions
Ces différentes missions peuvent être :
1. Mise en place de plans pluriannuels de gestion et du suivi de ces programmes ;
2. Définition, évaluation et réalisation des travaux d'entretien et d'aménagement de cours d'eau ;
3. Contrôle, organisation et gestion de chantiers ;
4. Élaboration des pièces techniques de travaux et recherche de financement ;
5. Information et dialogue avec les riverains, collectivités, usagers et partenaires institutionnels.

Il sera amené à travailler dans les services publics (communauté de communes, syndicats, ...), dans des bureaux d'études spécialisés, ou dans des entreprises privées.

## Petit historique de la gestion de l'eau en France
La gestion de l'eau telle qu'on la connaît aujourd'hui en France est issue de trois grandes lois sur l'eau :
- La loi du 16 décembre 1964 relative au régime et à la répartition des eaux et à la lutte contre leur pollution : la France est découpée en 6 grands bassins versants (on parle de décentralisation de la gestion de l'eau). On se rend compte qu'un cours d'eau doit se gérer de manière globale sur l'ensemble de son bassin versant. Pour chaque bassin versant, une agence de l'eau (organisme exécutif) et un comité de bassin (organisme consultatif) sont créés. Cette loi instaure aussi le principe de pollueur payeur afin de préserver une bonne qualité des eaux.
- La loi sur l'eau du 3 janvier 1992 : elle place l'eau comme le patrimoine commun à la nation. Pour cela elle crée deux outils que sont les SDAGE (Schéma directeur d'aménagement et de Gestion des Eaux) et les SAGE (Schéma d'aménagement et de gestion des eaux).
- La Directive-cadre sur l'eau (DCE) de 2000 : directive européenne qui reprend le principe de la loi de 64 de découpage de l'Europe en grands bassins versants (districts). Elle demande aux États membres d'atteindre le bon état écologique de leurs masses d'eau d'ici 2015.
- La nouvelle loi sur l'eau et les milieux aquatiques de 2006 (LEMA) : elle est l'application, en France de la directive cadre sur l'eau et vise donc le bon état écologique des masses d'eau d'ici 2015. Elle crée l'Office National de l'Eau et des Milieux Aquatiques (ONEMA) qui remplace le Conseil Supérieur de la Pêche (CSP) et qui est désormais financé par les agences de l'eau.

En 1990 la Maison Nationale de l'Eau et de la Pêche (Ornans-25) crée la première formation d'agent d'entretien de cours d'eau. En 1991, le centre de formation professionnelle de Châteauneuf-du-Rhône dans la Drôme met en place une formation de Technicien En Entretien de Cours d'Eau (TECE). Depuis 2006 cette formation est inscrite au registre de l'éducation national de Technicien En Entretien de Cours d'Eau (TECE), formation diplômante de niveaux IV.

## Quelques exemples de réalisation

### Le génie végétal
Le génie végétal est une méthode dite douce, qui consiste à protéger (ou à recréer) des berges en utilisant les capacités du monde végétal. Ces techniques sont utilisées en Suisse depuis les années 1980. En France, les premiers aménagements de génie végétal consistaient surtout à « cacher » les enrochements.
Il faudra attendre le début des années 1990 pour que la FRAPNA présente au centre de formation professionnelle forestière de Chateauneuf-du-Rhône les travaux de Bernard Lachat et de son bureau d'étude Biotec (Suisse). Ce dernier est alors invité par Philippe Caillebotte sur un projet de chantier sur la Galaure afin de proposer une solution alternative au génie civil. 
Le CFPF réalise donc, sur la Galaure un chantier expérimental de génie végétal. L'aménagement subira une crue trentenale peu après sa mise en place, sans conséquences sur sa stabilité (cf. photos ci-dessous).
Depuis, la technique s'est répandue. En 1994, Bernard Lachat publie : Le guide de protection des berges de cours d'eau en techniques végétales (Guide Lachat) qui reste encore une référence aujourd'hui.

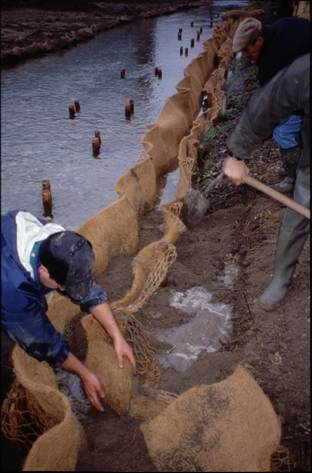
Fascine d'hélophyte.